# 氣門嘴

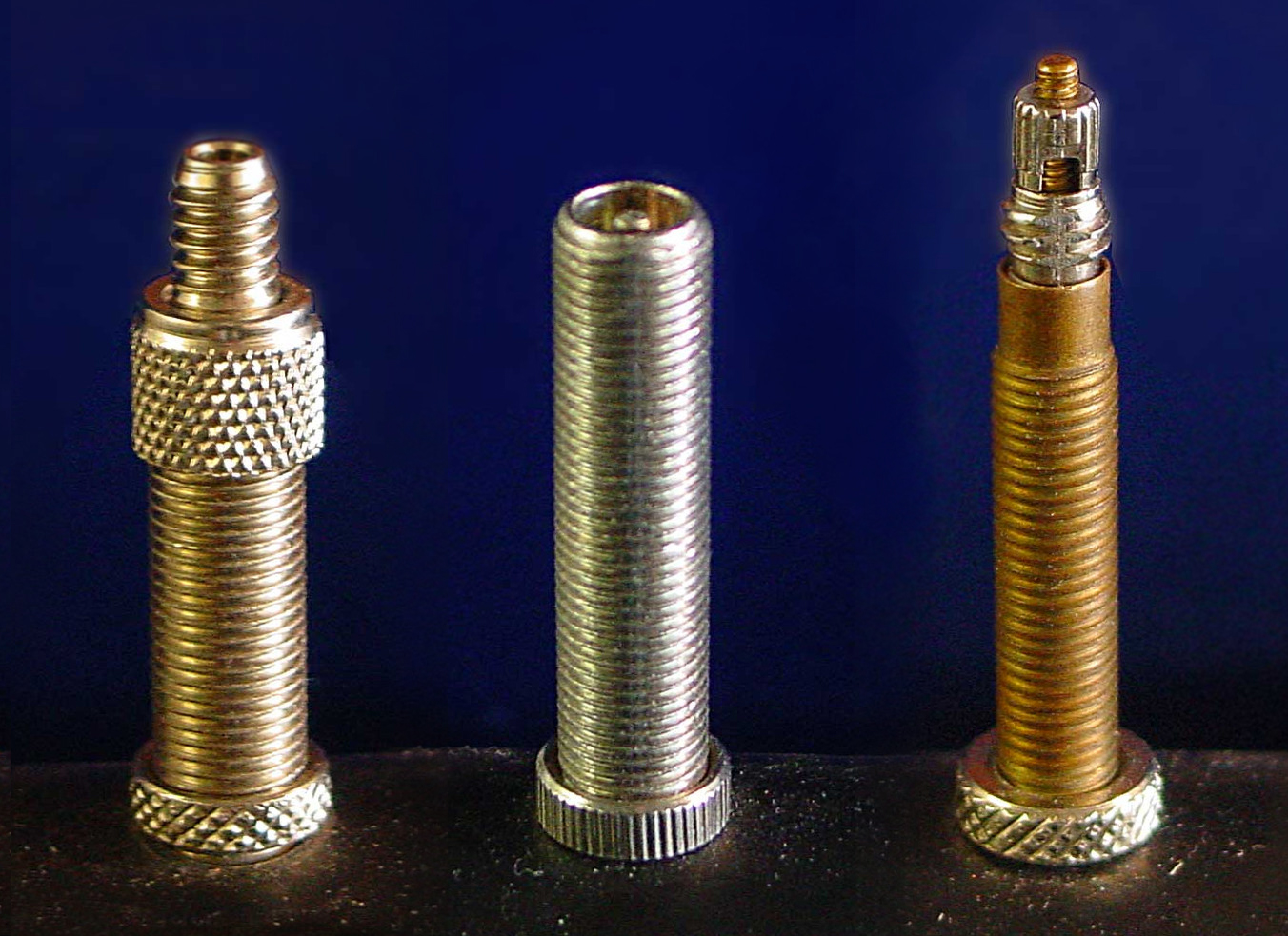
英式、美式和法式气门嘴

氣門嘴是一種獨立的閥體裝置，打開時讓氣體進入無內胎輪胎（tubeless tire）或內胎的空間，然後自動關閉並密封保存氣體而產生氣壓，以防止氣體逸出輪胎或內胎。除了實心輪胎外，其他必須充氣的輪胎或內胎皆需要使用此裝置充氣。

## 構造設計
依照結構的不同，氣門嘴可區分為下述：

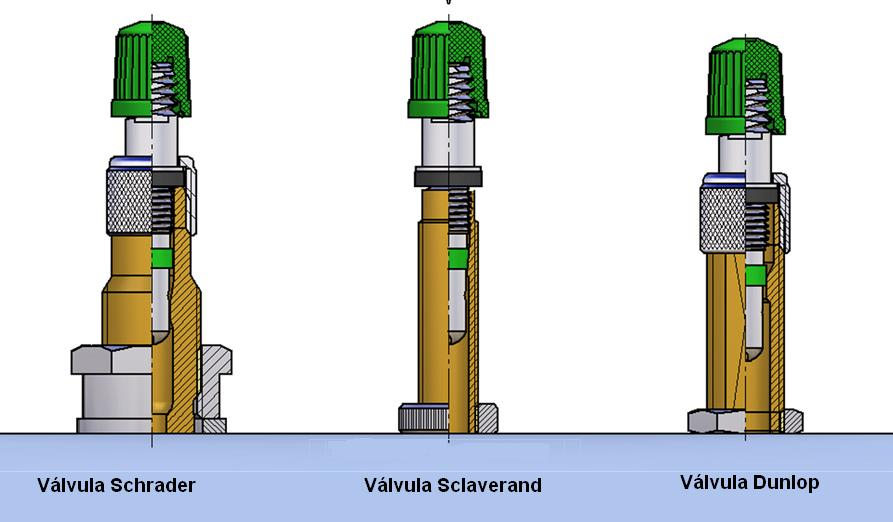
由左至右依序為美式嘴、法式嘴、英式嘴

- 英式氣門嘴（Dunlop）：靠橡皮套防漏，维修方便。
- 美式氣門嘴（Schrader ）：耐高压，漏气线性较陡，應用得最廣泛的氣門嘴，常見於汽車、摩托車、自行車等車輛。
- 法式氣門嘴（Sclaverand ）：气嘴直径小，常見於自行車，尤其是公路自行車上。

## 外部連結
- 自行車氣門嘴大檢閱